# كريتيكا كامرا
كريتيكا كامرا (25 أكتوبر 1988 -)، ممثلة هندية. حصلت على شهرة واسعة في مجال الدراما التلفزيونية الرومانسية، أصلها من ولاية مادهيا براديش، لكنها درست في مدينة دلهي. وتدرس حاليا في سنة التخرج بكلية الفنون بمدينة مومباي الهندية.
تلعب كريتيكا دور طبيبة في المسلسل الهندي " Kuch Toh Log Kahenge"، كما شاركت في العديد من المسلسلات مثل: " Yahan Ke Hum Sikandar"، و" Pyaar Ka Bhandhan" عام 2009، وظهرت في برنامج الواقع الراقص " Zara Nachke Dikha" عام 2010، كما تجسد دور هنادي في مسلسل سجين الحب.
وتجسد دور اروهي في مسلسل سجين الحب 3 
وبلغة العربية اسم هنادي سيتم عرضه علي mbc bollywood 14 September 2014

## وصلات خارجية
- كريتيكا كامرا على موقع IMDb (الإنجليزية)
- كريتيكا كامرا على موقع قاعدة بيانات الفيلم (الإنجليزية)